# Giacomo Pasqual
Giacomo Antonio Pasqual (talvolta Giacomo Pasquale) detto Saint Jacques (Sagliano Micca, 25 luglio 1778 – Grenoble, 1823) è stato un patriota e militare italiano, che servì, dando prova di eroismo, l'esercito piemontese del Regno di Sardegna e, in seguito, l'esercito francese del Primo Impero.

## Biografia
Giacomo Antonio Pasqual, nato a Sagliano Micca, nel 1799 si arruolò in qualità di soldato-minatore nell'esercito del Regno di Sardegna, esattamente come il celebre concittadino Pietro Micca qualche decennio prima, e venne destinato in un primo momento al presidio della Cittadella di Torino.  
Arruolato dall'esercito di Napoleone, che, nel frattempo aveva allargato la sua egemonia anche sul Piemonte con la nascita della Repubblica Subalpina, Giacomo Pasqual venne inviato a combattere nella Guerra d'indipendenza spagnola dove partecipò all'assedio di Saragozza.
Nel 1813 Giacomo Pasqual fu incaricato di dirigere la difesa del Forte di Monzon in Aragona assediato dagli Spagnoli. Con soli cento soldati a disposizione, Pasqual resistette per quattro mesi all'assedio di circa tremila soldati spagnoli meglio equipaggiati dando più volte prova di grande eroismo; soprannominato per questo Saint Jacques dai francesi, nel 1823 fu insignito della prestigiosa Legion d’onore. Giacomo Antonio Pasqual morì lo stesso anno a Grenoble.